# Lappland (naturreservat)
Lappland är ett naturreservat i Skinnskattebergs kommun och -socken i Västmanland, beläget mellan Skinnskatteberg och Gunnilbo. Reservatet är 968,4 hektar stort och inrättades 1996, men redan 1943 blev områdets centrala delar domänreservat. 1998 fick området SPA-klassning inom Natura 2000, 2005 även klassningen SCI och 2011 SAC.

## Ekologi
Lappland ligger på en högplatå av svallat urberg. På denna finns ett system av omväxlande våtmarker och hällmarksskogar, båda dominerade av tall. Huvudsakligen består områdets myrar av rismossar bevuxna med skvattram, ljung och kråkbär; samt fattigkärr med ingen eller svag lutning, vars flora till största del består av vitmossor, starr och tuvull. Gräsmossen och Kyrkmossen, i områdets sydvästra del, är troligen Sveriges sydligaste aapamyrar. På dessa aapamyrars strängar växer gräs och örter, såsom blåtåtel, blodrot och jungfrulin, medan flarkarna saknar vegetation eller är sparsamt bevuxet med låga starrarter eller brun- och vitag.
I området finns den för länet sällsynta klockljungen i stort antal. Även andra västliga växter, som blåmossa, finns i reservatet. Flera kärlväxtarter finns också i Lappland som annars vanligen har en nordligare utbredning, till exempel dvärgbjörk, klotstarr, mossviol och tuvsäv. Detsamma gäller för vissa lavar och mossor som vinterlav, vedlav och nordraggmossa. I hällmarksskogarna kan man även finna tallört och bergglim. Fåglar som förekommer i området inkluderar bland andra bivråk, nattskärra, tretåig hackspett och törnskata.  Enligt informationstavlor i reservatet häckar tjäder, orre, slaguggla, fiskgjuse och ljungpipare här. Även tranor besöker reservatet.
Bland ovanliga insekter märks reliktbocken som behöver gammal solexponerad tall och dessa träd blir allt färre i dagens skogar.
I Lappland ligger två mindre sjöar - Håvtjärnen och Bladtjärnen.

## Naturvårdsbränning
I den östra delen av Lappland har planerade naturvårdsbränningar genomförts år 2014 och år 2016. Det har gjort att skogen har blivit öppnare och ljusare än innan. År 2015 fick 14 av Sveriges länsstyrelser i uppdrag av EU - genom projektet Life Taiga - att använda eld som skötselmetod i vissa naturreservat, varav Lappland var ett. Genom området går en 3,5 km lång markerad slinga med flera informationstavlor om naturvårdsbränningar. Nedre delen av träden är där svarta av sot, men blåbärsris, lingonris och skvattram har hämtat sig och täcker redan marken.
I Sveriges skogar finns ett stort antal växter, svampar och insekter som är beroende av att det brinner i skogen med jämna mellanrum. Naturvårdsbränningar görs för att hjälpa arter som är hotade eller riskerar att hotas av utrotning, då det på många håll stor brist på sådana miljöer som de brandgynnade arterna behöver. 

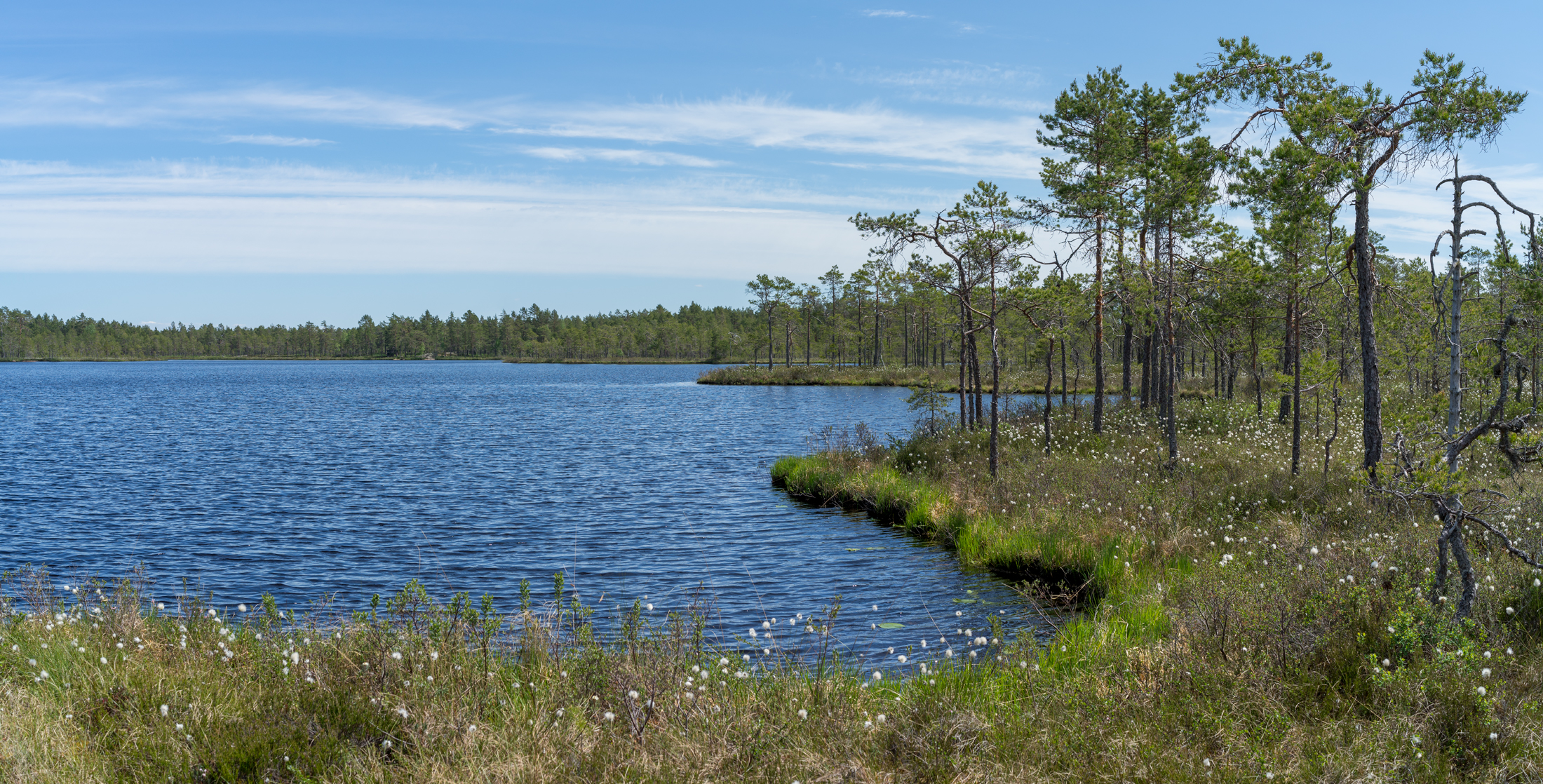
Håvtjärnen.
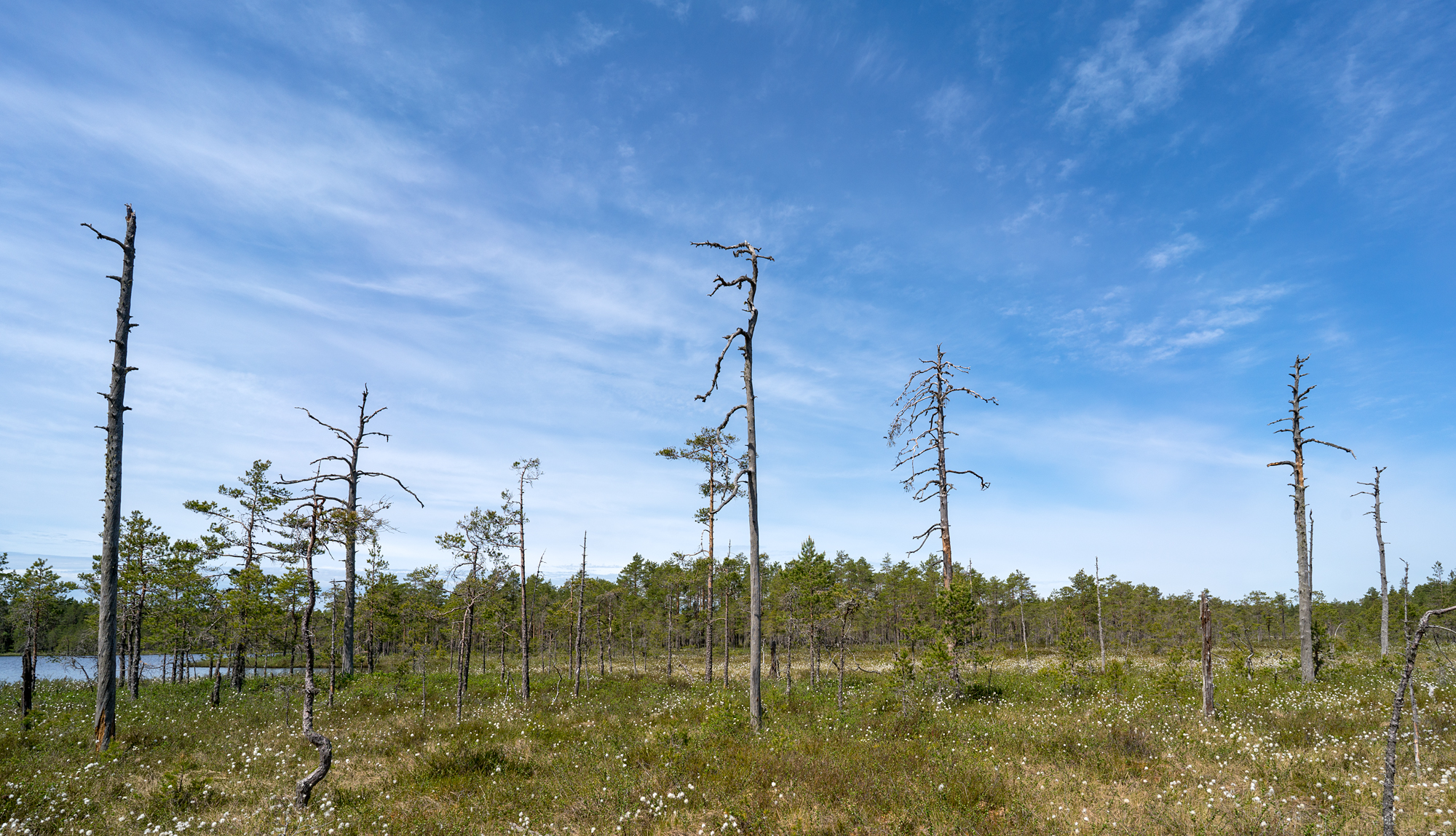
Håvtjärnsmossen.
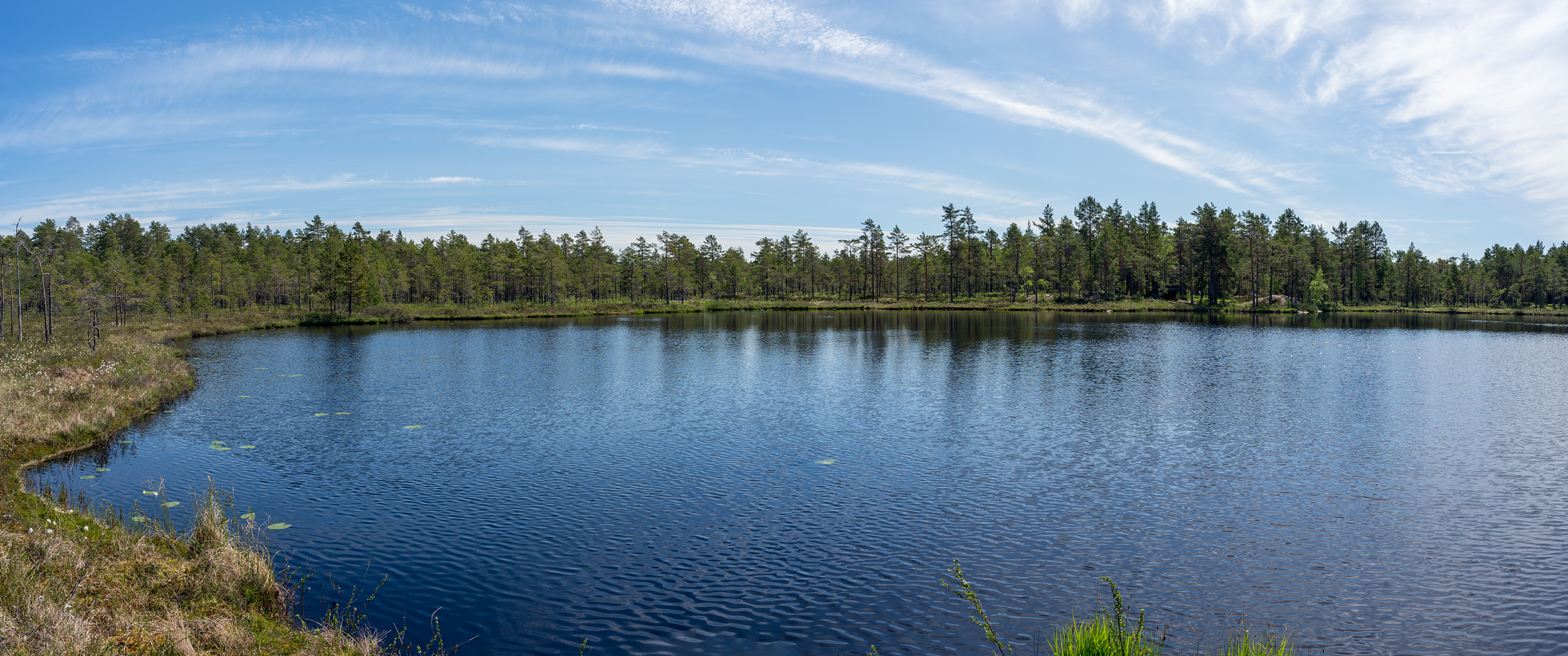
Östra Håvtjärnen.

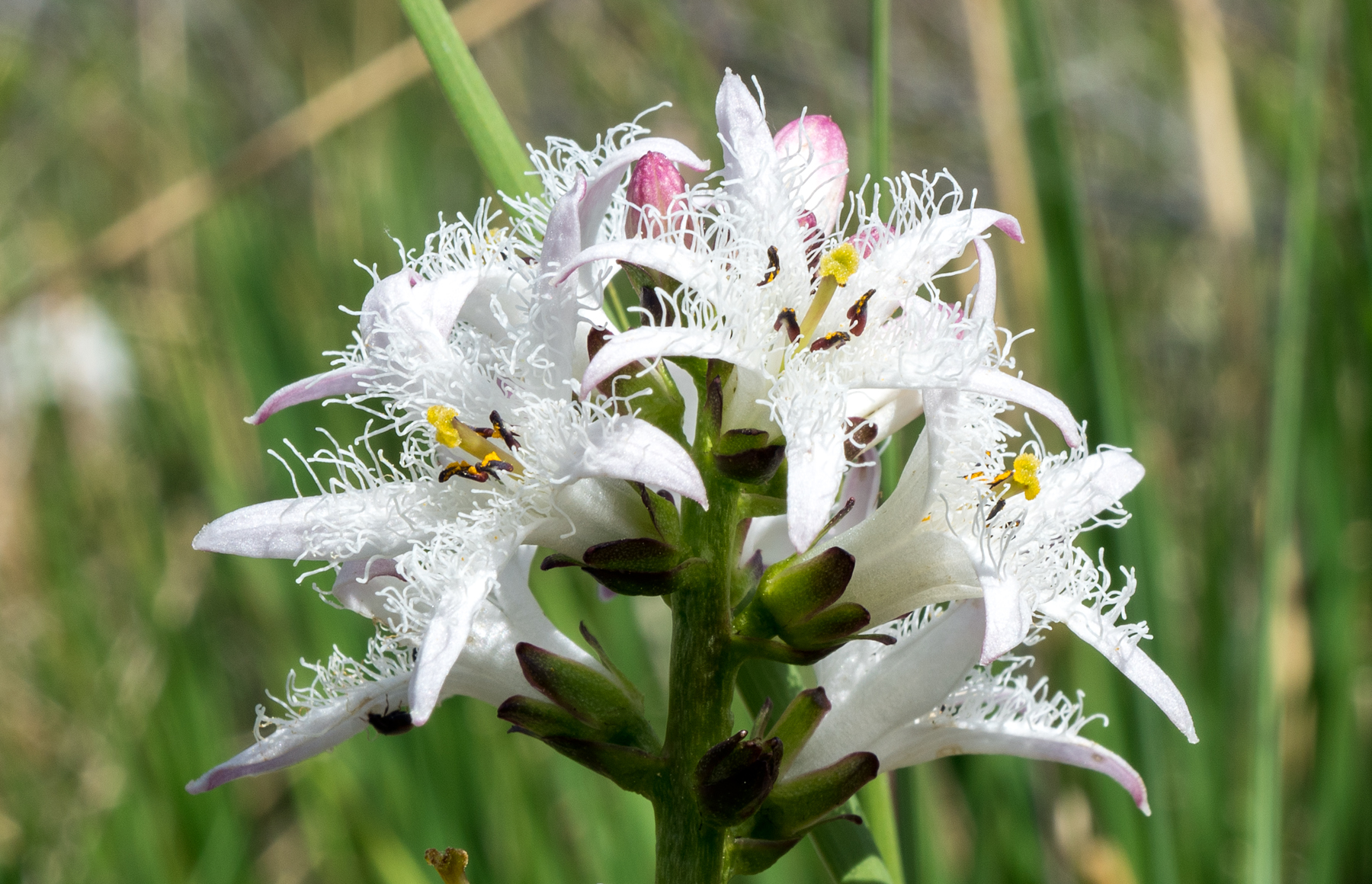
Vattenklöver.
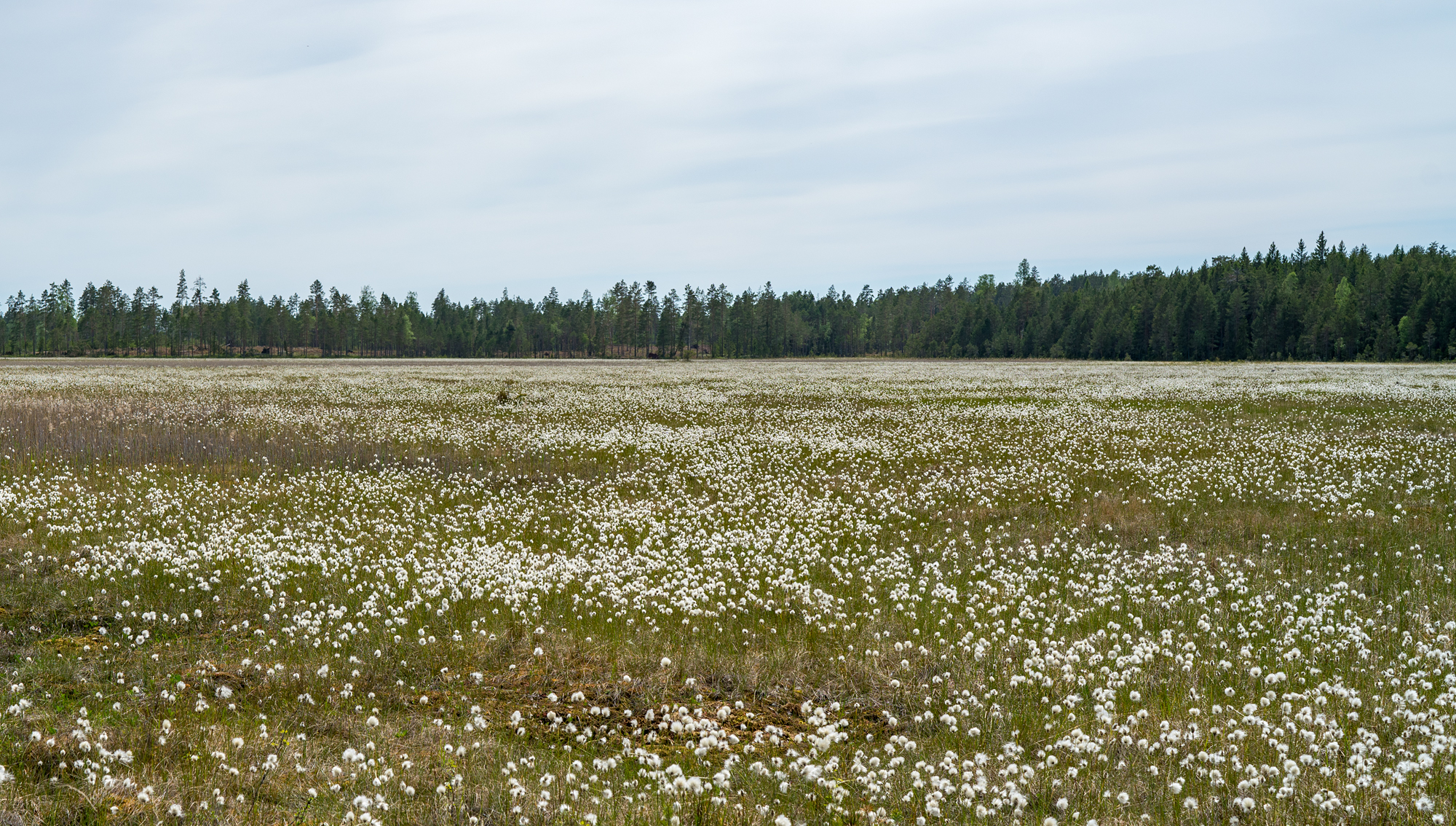
Stormossen.
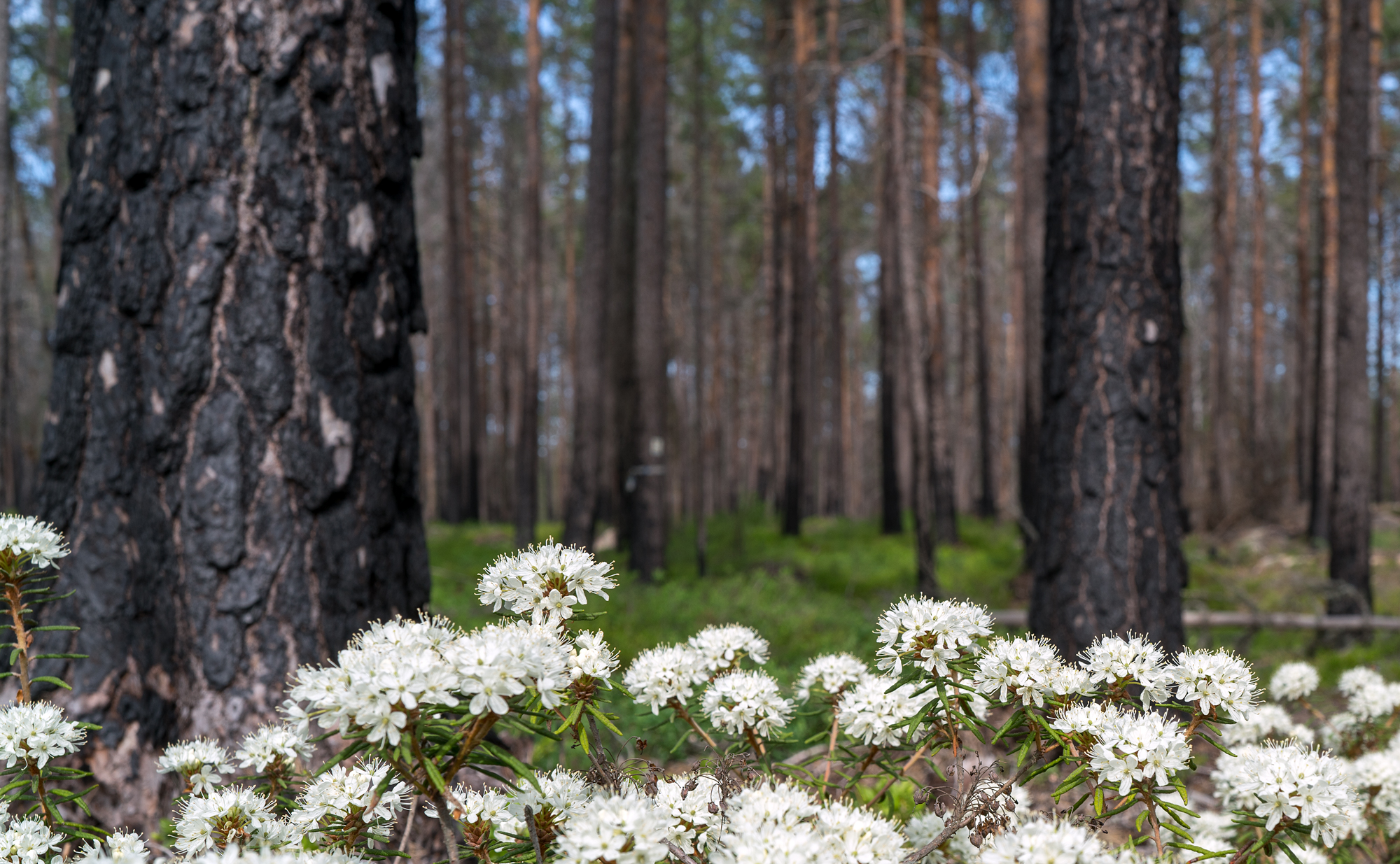
Skvattram i området där naturvårdsbränningar genomförts.
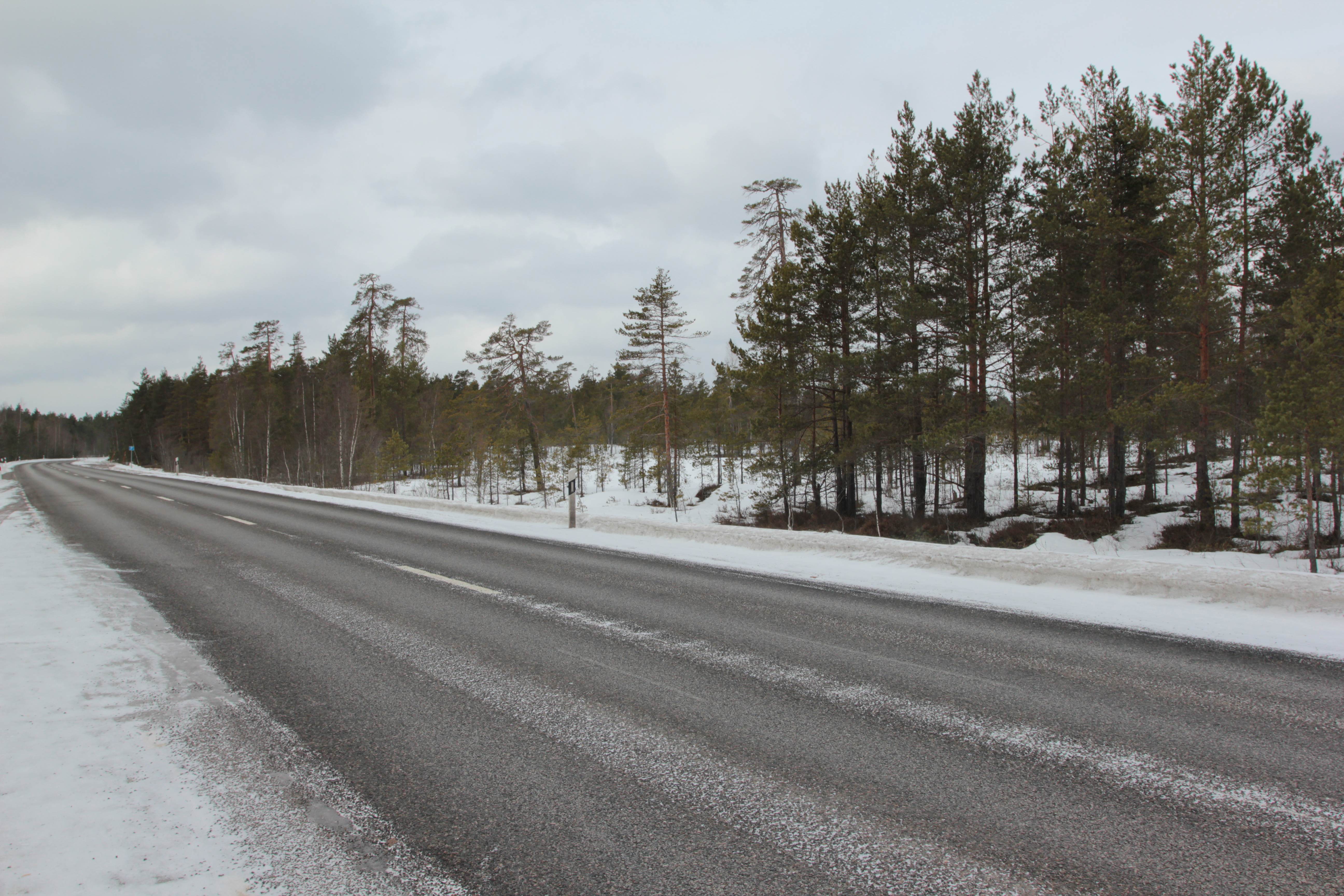
Del av Lapplands naturreservat, längs länsväg 233.